# Grafhorst, Helmstedt
Grafhorst là một đô thị của huyện Helmstedt, bang Niedersachsen, Đức. Đô thị này có diện tích 9,65 km².